# Sebastian Kürschner
Sebastian Kürschner (* 1976 in Freiburg im Breisgau) ist ein deutscher Sprachwissenschaftler und Hochschullehrer.

## Leben
Von 1997 bis 2003 studierte er nordgermanische Philologie, Sprachwissenschaft des Deutschen und Linguistische Informatik/Computerlinguistik an den Universitäten Freiburg im Breisgau und Kopenhagen. Von Oktober 2005 bis März 2006 hatte er einen Lehrauftrag an der Universität Basel, Deutsches Institut, Nordistik. Von Oktober 2003 bis März 2006 war er wissenschaftlicher Angestellter an der Albert-Ludwigs-Universität Freiburg, Institut für Vergleichende Germanische Philologie und Skandinavistik. Von April 2006 bis Februar 2007 hatte er ein Promotionsstipendium (Evangelisches Studienwerk Villigst). Nach der Promotion 2007 an der Philologischen Fakultät der Albert-Ludwigs-Universität Freiburg war er von März 2007 bis März 2009 Postdoc an der Universität Groningen. Von April 2009 bis Dezember 2011 lehrte er als Juniorprofessor für Variationslinguistik und Sprachkontaktforschung an der Friedrich-Alexander-Universität Erlangen-Nürnberg. 2011 lehnte er den Ruf auf die W2-Professur für Skandinavistik/Sprachwissenschaft an der Christian-Albrechts-Universität zu Kiel ab. Von Januar 2012 bis September 2016 lehrte er als Universitätsprofessor für Variationslinguistik und Sprachkontaktforschung in Erlangen. Seit 1. Oktober 2016 ist er Universitätsprofessor für Deutsche Sprachwissenschaft an der Universität Eichstätt.

## Schriften (Auswahl)
- Von Volk-s-musik und Sport-s-geist im Lemming-s-land. Af folk-e-musik og sport-s-ånd i lemming-e-landet. Freiburg im Breisgau 2002.
- als Herausgeber mit Svenja Blume: Hans Christian Andersen zum 200. Geburtstag. „Mein Leben ist ein schönes Märchen, so reich und glücklich!“. Hamburg 2005, ISBN 3-8300-2133-X.
- Deklinationsklassen-Wandel. Eine diachron-kontrastive Studie zur Entwicklung der Pluralallomorphie im Deutschen, Niederländischen, Schwedischen und Dänischen. Berlin 2008, ISBN 978-3-11-020501-5.
- als Herausgeber mit Mechthild Habermann und Peter O. Müller: Methodik moderner Dialektforschung. Erhebung, Aufbereitung und Auswertung von Daten am Beispiel des Oberdeutschen. Hildesheim 2019, ISBN 3-487-15756-X.